# Серравалле-Сезія
Серравалле-Сезія (італ. Serravalle Sesia, п'єм. Seraval Sesia) — муніципалітет в Італії, у регіоні П'ємонт, провінція Верчеллі.
Серравалле-Сезія розташоване на відстані близько 540 км на північний захід від Рима, 85 км на північний схід від Турина, 45 км на північ від Верчеллі.
Населення — 5085 осіб (2014).
Покровитель — Pentecoste.

## Демографія
Населення за роками:

Станом на 1 січня 2023 року в муніципалітеті офіційно проживало 540 іноземців з 39 країн, серед них 38 громадян країн Євросоюзу та 26 громадян України.

## Сусідні муніципалітети
- Боргозезія
- Кревакуоре
- Гаттінара
- Гриньяско
- Гуардабозоне
- Лоццоло
- Прато-Сезія
- Романьяно-Сезія
- Состеньйо